# Longueur capillaire
La longueur capillaire est une dimension caractéristique d'un liquide sur laquelle les forces capillaires et les forces gravitationnelles sont de même grandeur. Elle est souvent notée lc ou κ–1. Elle est à relier au nombre d'Eötvös utilisé en mécanique des fluides.

## Définition
La longueur capillaire est définie par :
{\displaystyle l_{c}={\sqrt {\frac {\gamma }{\rho g}}}},
où :
- {\displaystyle \gamma } est la tension superficielle (en N/m)[2] ;
- {\displaystyle \rho } est la masse volumique (en kg/m3)[3] ;
- {\displaystyle g} est l'accélération de la pesanteur (en m/s2)[4].

On estime la longueur capillaire en comparant la pression de Laplace {\displaystyle \gamma /\kappa ^{-1}} à la pression hydrostatique {\displaystyle \rho g\kappa ^{-1}}, lorsque l'on plonge à une profondeur {\displaystyle \kappa ^{-1}}dans un liquide de densité {\displaystyle \rho } soumis au champ de gravité terrestre {\displaystyle g}. L'égalité de ces deux pressions définit alors la longueur capillaire.
Lorsque la taille du système est plus petite que {\displaystyle \kappa ^{-1}}, les forces capillaires prédominent et les forces gravitationnelles peuvent être négligées.
Dans le cas de l'eau pure et à 20 °C, cette longueur capillaire {\displaystyle l_{c}} est égale à 2,7 mm pour une tension superficielle de 70 × 10−3 N/m.